# Liste der Bodendenkmale in Ratekau
In der Liste der Bodendenkmale in Ratekau sind die Bodendenkmale der Gemeinde Ratekau nach dem Stand der Bodendenkmalliste des Archäologischen Landesamts Schleswig-Holstein von 2016 aufgelistet. Die Baudenkmale sind in der Liste der Kulturdenkmale in Ratekau aufgeführt.
| Denkmal-ID           | Befundart               | Bezeichnung                                | Zeitstellung                 | Lage                                                      | Bemerkungen     | Bild |
| -------------------- | ----------------------- | ------------------------------------------ | ---------------------------- | --------------------------------------------------------- | --------------- | ---- |
| aKD-ALSH-Nr. 002 169 | Befestigung > Burg      | Burg/Motte/Ringwall/Turmhügel „Blocksberg“ | Mittelalter                  |                                                           |                 |      |
| aKD-ALSH-Nr. 002 170 | Grabmal > Grabhügel     | Grabhügel                                  | Vor- und/oder Frühgeschichte | Pansdorf, nördlicher Ortsrand                             |                 |      |
| aKD-ALSH-Nr. 002 171 | Grabmal > Grabhügel     | Grabhügel „Grellberg“                      | Vor- und/oder Frühgeschichte |                                                           |                 |      |
| aKD-ALSH-Nr. 002 173 | Befestigung > Burg      | Burg/Motte/Ringwall/Turmhügel              | Mittelalter                  |                                                           |                 |      |
| aKD-ALSH-Nr. 002 174 | Grabmal > Langbett      | Langbett/Steinreihe                        | Neolithikum                  |                                                           |                 |      |
| aKD-ALSH-Nr. 002 175 | Befestigung > Burg      | Burg/Motte/Ringwall/Turmhügel              | Mittelalter                  |                                                           |                 |      |
| aKD-ALSH-Nr. 002 176 | Befestigung > Burg      | Burg/Motte/Ringwall/Turmhügel              | Mittelalter                  |                                                           |                 |      |
| aKD-ALSH-Nr. 002 177 | Befestigung > Burg      | Burg/Motte/Ringwall/Turmhügel              | Mittelalter                  | Hobbersdorf, im Ort                                       | befestigter Hof |      |
| aKD-ALSH-Nr. 002 178 | Befestigung > Burg      | Burg/Motte/Ringwall/Turmhügel              | Mittelalter                  |                                                           |                 |      |
| aKD-ALSH-Nr. 002 179 | Befestigung > Burg      | Burg/Motte/Ringwall/Turmhügel              | Mittelalter                  |                                                           |                 |      |
| aKD-ALSH-Nr. 002 180 | Befestigung > Burg      | Burg/Motte/Ringwall/Turmhügel              | Mittelalter                  |                                                           |                 |      |
| aKD-ALSH-Nr. 002 181 | Grabmal > Großsteingrab | Steinkammer                                | Neolithikum                  | Ratekau, im Zwickel von Hauptstraße und Alter Schulstraße |                 |      |